# Günter Pötter
Günter Pötter (* 10. Januar 1913 in Wilhelmshaven; † 2009 in Göttingen) war ein deutscher Autor, Bibliothekar, Dolmetscher, Maler, Prädikant der evangelischen Landeskirche Hannover und Übersetzer.

## Leben
Pötter war der Sohn eines Marinebeamten und verbrachte seine Kindheit und Jugend in Wilhelmshaven. In München studierte er Bibliothekswissenschaften, Anglistik und Französisch. Während des Zweiten Weltkriegs 1939 eingezogen, diente Pötter als Dolmetscher im Stab des Oberbefehlshaber West. Am 17. Juli 1944 war er Mitglied im Stab von Generalfeldmarschall Erwin Rommel, als dessen Wagenkolonne von Tieffliegern angegriffen wurde. Ebenso wie Rommel wurde Pötter beim Angriff schwer verwundet. Zunächst im Luftwaffenlazarett Bernay behandelt, wurde er, nachdem sich sein Zustand stabilisiert hatte, zur Rehabilitation nach Pirna verlegt. Hier lernte er seine spätere Frau, eine Krankenschwester, kennen. Ende Februar 1945 desertierte Pötter mit seiner künftigen Frau. In nächtlichen Fußmärschen, um der drohenden Tötung durch die Nazis zu entgehen, wanderte das Paar zu Fuß von Pirna nach Wilhelmshaven.
Kurzzeitig von den Engländern interniert, wurde Pötter im Juni 1945 vom englischen Besatzungskommandeur Wilhelmshavens als Dolmetscher angestellt. Als solcher blieb er bis 1949 tätig. Nach Gründung der Wilhelmshavener Hochschule für Arbeit, Politik und Wirtschaft fand er Anstellung als Bibliothekar, später als Leiter der Bibliothek. 1962 wurde die Hochschule aufgelöst und nach Göttingen, als Teil der dortigen Universität, verlegt. Pötter leitete die Bereichsbibliothek Wirtschafts- und Sozialwissenschaften der Universität Göttingen. In dieser Funktion arbeitete er mit Wilmont Haacke zusammen. Gemeinsam gaben beide das Standardwerk Die politische Zeitschrift heraus.
Seine letzten Lebensjahre verlebte Pötter im Begegnungs- und Seniorenzentrum in Göttingen-Grone, wo er auch verstarb. Er war Vater von zwei Töchtern, deren eine mit Frederik D. Tunnat verheiratet war.

## Ehrenamtliches Engagement
Als Student lernte Pötter Franz Radziwill kennen. Nach 1945 gehörte er bis 1962 zum Kreis um Radziwill, der Pötters künstlerisches Talent als Maler erkannte und förderte. Ebenfalls unter Radziwills Einfluss wandte sich Pötter der Religion zu und wurde Prädikant der evangelischen Landeskirche. In Göttingen freundete er sich mit Hartmut Badenhop an, später Landessuperintendent von Hannover. Gemeinsam gründeten sie das Begegnungs- und Seniorenzentrum in Göttingen-Grone.

## Schriften
- Das Wappen von Wilhelmshaven. In: Edwin Notholt (Hrsg.): Wilhelmshaven – Stadt und Landschaft am Meer. Lohse-Eissing, Wilhelmshaven 1958, S. 104–114.
- Wilhelmshavener Maler. In: Edwin Notholt (Hrsg.): Wilhelmshaven – Stadt und Landschaft am Meer. Lohse-Eissing, Wilhelmshaven 1958, S. 178–190.
- mit Hansjürgen Koschwitz: Bibliographie zur Wissenschaft von der Publizistik. 1962
- mit  Hansjürgen Koschwitz (Hrsg.): Publizistik als Gesellschaftswissenschaft. Druckerei und Verlagsanstalt, Universitätsverlag, Konstanz 1973, ISBN 3-87940-060-1
- mit Wilmont Haacke: Die politische Zeitschrift, Bd. 1, Köhler, Stuttgart 1968; dies.: 1900–1980, Bd. 2, Köhler, Stuttgart 1982, ISBN 978-3-87425-022-1.